# Brockenbahn

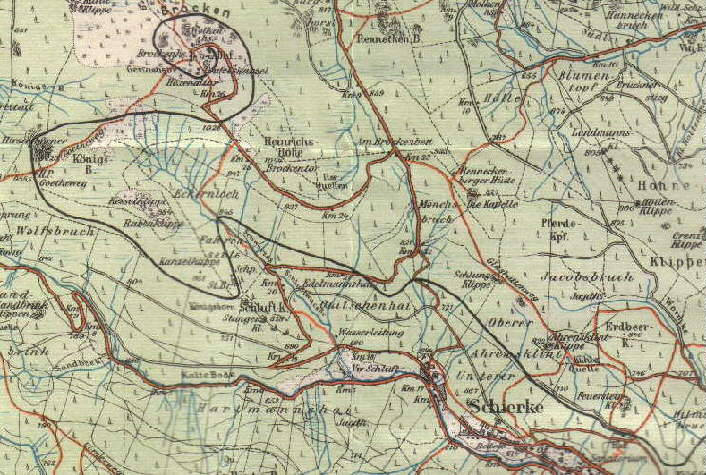
Mapka zobrazující spirálu před vrcholovou stanicí.

Brockenbahn je úzkorozchodná železniční trať v pohoří Harz. Vede ze stanice Drei Annen Hohne na trati Nordhausen - Wernigerode údolím říčky Kalte Bode na Brocken, nejvyšší vrchol celého pohoří. Vlaky tažené převážně parními lokomotivami na devatenácti kilometrech délky překonají převýšení 582 metrů. Provoz byl zahájen v roce 1898, od roku 1993 je vlastníkem a provozovatelem trati společnost Harzer Schmalspurbahnen GmbH (HSB). V zimním období jsou pro odklízení sněhu využívány rovněž dieselové lokomotivy řady 199.8.